# 나소열
나소열(羅沼烈, 1959년 5월 16일~)은 대한민국의 정치인이다. 제42·43·44대 충청남도 서천군수를 역임했다. 본관은 나주이며, 충청남도 서천군 출신이다. 종교는 천주교이며 세례명은 엘리지오이다.

## 학력
- 서남국민학교 졸업
- 서천중학교 졸업
- 1978년 공주대학교 사범대학 부설고등학교 졸업
- 1982년 서강대학교 정치외교학과 학사
- 1985년 서강대학교 대학원 정치외교학과 정치학 석사

## 경력
- 1986년 2월 공군사관학교 정치학 교수
- 1988년 2월 서강대학교 정치외교학과 강사
- 1990년 2월 민주당 기획조정실 전문위원 공채 1기
- 1992년 2월 민주당 통합실무위원
- 1993년 2월 민주당 원내총무실 전문위원
- 1993년 2월 민주청년회 초대운영위원장
- 1996년 1월 통합민주당 충청남도 지부 서천군 지구당 위원장
- 1996년 2월 5.18 특별위원회 위원
- 1996년 2월 통합민주당 충청남도 지부 부지부장
- 1997년 2월 충남두라크린에어 이사
- 1997년 11월 국민통합추진회의와 함께 국민회의 입당
- 1997년 12월 수도권 파랑새 유세단 부단장
- 1998년 2월 새정치국민회의 법률행정특위 부위원장
- 1998년 2월 새정치국민회의 노무현 부총재 특별보좌역
- 1999년 3월 가야철강주식회사 이사
- 2001년 5월 새천년민주당 노무현 대통령 후보 정무보좌역
- 2002년 7월 ~ 2006년 6월 제42대 충청남도 서천군수(민선 3기, 새천년민주당→무소속→열린우리당, 초선)
- 2006년 7월 ~ 2010년 6월 제43대 충청남도 서천군수(민선 4기, 열린우리당→대통합민주신당→통합민주당→민주당, 재선)
- 2010년 7월 ~ 2014년 6월 제44대 충청남도 서천군수(민선 5기, 민주당→민주통합당→민주당→새정치민주연합, 3선)
- 2013년 5월 ~ 2014년 3월 민주당
- 2014년 3월 ~ 2015년 12월 새정치민주연합
- 2014년 8월 ~ 2015년 12월 새정치민주연합 충청남도당 보령시·서천군 지역위원회 위원장
- 2015년 1월 ~ 2015년 12월 새정치민주연합 충청남도당 위원장
- 2015년 12월 ~ 2017년 6월 더불어민주당 충청남도당 보령시·서천군 지역위원회 위원장
- 2015년 12월 ~ 2016년 1월 더불어민주당 충청남도당 위원장
- 2016년 9월 ~ 2017년 6월 더불어민주당 정책위원회 부의장
- 2017년 6월 ~ 2018년 7월 대통령비서실 자치분권비서관실 자치분권비서관
- 2018년 8월 ~ 2019년 11월 : 충청남도 정무부지사 → 문화체육부지사
- 2019년 12월 ~ 2024년 5월: 더불어민주당 충청남도당 보령시·서천군 지역위원회 위원장
- 2024년 6월 ~ : 더불어민주당 이재명 당대표 특보

## 수상
- 민주당 통합공로표창
- 2008년 존경받는 대한민국 CEO 대상 공공행정 생태환경부문 대상

## 역대 선거 결과
|  | 9.50% |

|  | 5.42% |

|  | 35.67% |

|  | 49.84% |

|  | 44.97% |

|  | 44.73% |

|  | 49.13% |

|  | 48.98% |

|  | 47.40% |

## 같이 보기
- 서천군수
- 충청남도 부지사

| 전임 박형순 | 제42·43·44대 충청남도 서천군수(민선) 2002년 7월 1일 ~ 2014년 6월 30일 | 후임 노박래 |

| 전임 윤원철 | 제14대 충청남도 정무부지사 2018년 8월 13일 ~ 2018년 9월 30일 | 후임 문화체육부지사 (개편) |

| 전임 나소열 | 초대 충청남도 문화체육부지사 2018년 10월 1일 ~ 2019년 11월 20일 | 후임 이우성 |